# 阿尔韦托·费尔南德斯
阿尔韦托·安赫尔·费尔南德斯（西班牙語：Alberto Ángel Fernández，西班牙語發音：[alˈβeɾto feɾˈnandes] ⓘ；1959年4月2日—），阿根廷律師、教授和正義黨政治人物，2019年至2023年期間曾任阿根廷總統。費南德茲在2019年阿根廷總統選舉以48.24%的得票率在首輪投票中擊敗欲爭取連任的毛里西奧·馬克里而當選。他在前總統内斯托尔·基什内尔的整個任期和克里斯蒂娜·费尔南德斯·德·基什内尔任內早期擔任內閣首席部長。其政治意識形態為擁護庇隆主义在國內持續發展。

## 生平
費南德茲於1959年4月2日在布宜諾斯艾利斯出生，1983年從布宜诺斯艾利斯大学法律系畢業。
在劳尔·阿方辛政府期間，他曾擔任經濟部摘要簡易程序處長和法律事務副處長。1989年到1995年間，任國家保險局監督局（Superintendencia de Seguros de la Nación）局長。1996年，他在爱德华多·杜阿尔德的布宜諾斯艾利斯省政府內任職官員，首先擔任Gerenciar S.A.的總裁，之後擔任Bapro集團（布宜諾斯艾利斯省銀行）副總裁，直到1999年。他是卡拉法特集團（Grupo Calafate）的創始人之一，該集團是庇隆主义者的智庫協調者，並分別在1999年支持杜阿尔德及在2003年支持基什内尔參選總統。
在2003年任左派庇隆主义者内斯托尔·基什内尔的總統競選主任，基什内尔以左派正义党－勝利陣線候選人身份贏得當年總統大選，並引發了正义党內左派基什内尔主義（Kirchnerism）的起源。費南德茲被任命為基什内尔政府的内阁首席部长。2007年，在克里斯蒂娜·费尔南德斯·德·基什内尔首任總統任期內，也被任命為内阁首席部长。2008年7月，他辭去了内阁首席部长職務。他是這一職務自1995年創立以來，任期最長的，共計5年1個月29天。他辭職後，對克里斯蒂娜·费尔南德斯·德·基什内尔的政府持批評態度。
在2018年，他領導庇隆主义政黨正义党尋求與左派基什内尔主義者的聯盟，並於2019年5月成為左派政治聯盟Frente de Todos的2019年大選的總統候選人。2019年10月27日，在首輪投票中，以48.24%得票率擊敗欲爭取連任的毛里西奧·馬克里而當選。
當選後，他確立政府首要任務為解決威脅到17％人口的飢餓加劇問題、和國際貨幣基金組織重新談判毛里西奧·馬克里執政期間雙方簽訂的外債協議、經濟增長的復甦、通過首要目標為公司和民眾債務減少的“緊急團結（solidaridad en la emergencia）”計劃等等。
据多家阿根廷媒体表示，费尔南德斯希望在总统府阳台与刚刚获得2022年卡塔尔世界杯的阿根廷男子足球队会面，但遭到抵制并拒绝。